# Моколо (река)
Моколо (Понго́ла, Мого́л, англ. Mokolo River, в верхнем течении — Сандрифир, Sand River, Sandrivier) — река в ЮАР, правый приток реки Лимпопо (бассейн Индийского океана).
Берёт начало под названием Сандрифир южнее гор Ватерберге, в местном муниципалитете Мокгопонг-Модимолле района Ватерберх провинции Лимпопо. Течёт на север, пересекает горы Ватерберге и течёт по территории местного муниципалитета Лепхалале. Площадь водосбора включает биосферный резерват Ватерберх. Течёт мимо города Лепхалале (Эллисрас). Южнее города находится заповедник Д'ньяла и плотина одноимённого реке водохранилища, местоположения одноимённого заповедника. Впадает в Лимпопо на границе с Ботсваной, восточнее села Мачаненг.
Примерно 87 % воды реки используется для сельского хозяйства. 
Заповедник Моколо-Дамба расположен на восточной и южной сторонах водохранилища Моколо-Дам. Большее количество бегемотов в реке Лимпопо находится между устьями рек Моколо и Могалаквена.